# Планина Горња
Планина Горња је насеље у саставу Града Загреба. Налази се у четврти Сесвете. До територијалне реорганизације у Хрватској налазила се у саставу старе загребачке приградске општине Сесвете.

## Становништво
На попису становништва 2011. године, Планина Горња је имала 247 становника.

## Попис1991.
На попису становништва 1991. године, насељено место Планина Горња је имало 266 становника, следећег националног састава:
| Попис 1991.‍ | Попис 1991.‍ | Попис 1991.‍ | Попис 1991.‍ | Попис 1991.‍ |
| ----------- | ----------- | ----------- | ----------- | ----------- |
|             |             |             |             |             |
| Хрвати      | Хрвати      |             | 265         | 99,62%      |
| Југословени | Југословени |             | 1           | 0,37%       |
| укупно: 266 |             |             |             |             |